# Thorvaldsen Medaillen
Thorvaldsen Medaillen, som oprindeligt blev kaldt Udstillingsmedaillen, er en hædersbevisning, der tildeles af Det Kongelige Akademi for de Skønne Kunster. Medaljen uddeles fremdeles som Det Kongelige Danske Kunstakademis højeste udmærkelse ved akademiets årlige stiftelsesfest, der markerer Akademiets stifter Frederik 5.s fødselsdag.
Medaljens forside viser et portræt af billedhuggeren Bertel Thorvaldsen i profil. Omkring hovedet en bort med fremstilling af Thorvaldsens Alexanderfrise (Alexanders indtog i Babylon). Bagsiden er en symbolsk fremstilling af Thorvaldsens værkers hjemkomst til Danmark.
Medaljen blev indstiftet af kong Christian 8. i 1837, og det var meningen, at Thorvaldsen selv ved sin hjemkomst i 1838 skulle have det første eksemplar. Imidlertid opstod der problemer med de stempler, hvorfra medaljen skulle præges, og først i 1842 kunne medaljen præsenteres.
Ifølge det første reglement fra 1838 skulle medaljen tildeles for "de heldigste Arbeider, der aarligen offentligen udstilles i Akademiet".
I dag er Thorvaldsen Medaillen den højeste udmærkelse, Akademiet kan tildele en billedkunstner.

## Modtagere
Denne liste er ufuldstændig; hjælp gerne med at udfylde den.

### 1830'erne
- 1838: Maleren Martinus Rørbye (1803-1848) (for En tyrkisk notar, som afslutter en ægtepagt, Bregentved)

### 1840'erne
- 1841: Maleren Wilhelm Marstrand (for Scene af oktoberfesten i Rom, Thorvaldsens Museum)
- 1842: Billedhuggeren Bertel Thorvaldsen (æresmedalje)
- 1843: Maleren J.V. Gertner (for portræt af stiftsprovst Eggert Christopher Tryde, Frederiksborgmuseet)
- 1845: Maleren P.C. Skovgaard (for Parti ved udkanten af Tisvilde Skov, Kunstforeningen, og Udsigt over Skarrit Sø, Statens Museum for Kunst)
- 1846: Maleren Anton Melbye (for Eddystone Fyrtårn, Statens Museum for Kunst)
- 1847: Billedhuggeren J.A. Jerichau
- 1849: Maleren Godtfred Rump (for Parti fra Himmelbjerget)

### 1850'erne
- 1853: Maleren Julius Exner (1825-1910) (for Besøget hos bedstefaderen)
- 1858: Maleren Elisabeth Jerichau Baumann

### 1860'erne
- 1860: Maleren William Hammer (1821-1889)
- 1860: Maleren Frederik Vermehren (for En huslig scene i en fattig bondestue, Statens Museum for Kunst)
- 1860: Billedhuggeren Th. Stein (for Neapolitansk fiskerdreng, bærende en vandkrukke)
- 1864: Maleren Carl Bloch (for En romersk gadebarber)
- 1867: Maleren Carl Neumann (for Skibe under land efter en byge, Statens Museum for Kunst)

### 1870'erne
- 1871: Maleren Janus la Cour (for Aften ved Nemisøen)
- 1872: Maleren Otto Bache (1839-1927)

### 1880'erne
- 1882: Maleren P.S. Krøyer (1851-1909)
- 1883: Maleren Frants Henningsen
- 1883: Maleren Thorvald Niss
- 1883: Maleren Bertha Wegmann (for portræt af kunstnerindens søster)
- 1884: Maleren August Jerndorff (for et barneportræt)
- 1884: Maleren Christian Zacho (1843-1913) (for Et stille vand i Dyrehaven)
- 1886: Maleren Viggo Johansen (1851-1935) (for Aftenpassiar, Statens Museum for Kunst)
- 1887: Maleren Otto Haslund (1842-1917) (for Koncert, Statens Museum for Kunst)
- 1887: Maleren Michael Therkildsen (for Køerne vandes)
- 1887: Maleren Carl Thomsen

### 1890'erne
- 1893: Maleren Julius Paulsen (1860-1940) (for et dameportræt)
- 1896: Maleren Michael Ancher
- 1899: Billedhuggeren Ludvig Brandstrup (1861-1935)

### 1900'erne
- 1906: Maleren L.A. Ring (1854-1933)
- 1907: Maleren Bertha Dorph (1875-1960) (for En visit hos den unge barselskone, svensk privatsamling)

### 1910'erne
- 1913: Maleren Ejnar Nielsen (1872-1956)
- 1915: Maleren Theodor Philipsen (1840-1920)
- 1918: Maleren Herman Vedel (1875-1948)
- 1919: Maleren Vilhelm Tetens (1871-1957) (for Portræt af Professor Foldberg)

### 1920'erne
- 1923: Maleren Poul S. Christiansen (1855-1933)
- 1923: Maleren Joakim Skovgaard (1856-1933)
- 1926: Maleren Karl Jensen (1851-1933)
- 1927: Maleren Fritz Syberg (1862-1939)

### 1930'erne
- 1930: Billedhuggeren Carl Bonnesen (1868-1933)
- 1932: Billedhuggeren Anne Marie Carl Nielsen (1863-1945)
- 1933: Maleren Niels Larsen Stevns (1864-1941)
- 1934: Maleren Johan Rohde (1856-1935)
- 1936: Billedhuggeren Niels Hansen Jacobsen (1861-1941)
- 1937: Billedhuggeren Gerhard Henning (1880-1967)
- 1937: Maleren Niels Skovgaard (1858-1938)

### 1940'erne
- 1940: Billedhuggeren Mogens Bøggild (1901-1987)
- 1940: Maleren Sigurd Swane (1879-1973)
- 1941: Maleren Aksel Jørgensen (1883-1957)
- 1941: Maleren Johannes Larsen (1867-1961)
- 1942: Maleren Olaf Rude (1886-1957)
- 1943: Maleren Oluf Høst (1884-1966)
- 1944: Billedhuggeren Johannes Bjerg (1886-1955)
- 1944: Billedhuggeren Einar Utzon-Frank (1888-1955)
- 1944: Maleren Svend Hammershøi (1873-1948)
- 1944: Maleren Hans Knudsen (1865-1947)
- 1946: Maleren Axel P. Jensen (1885-1972)
- 1946: Maleren Jens Søndergaard (1895-1957)
- 1947: Maleren J.F. Willumsen (1863-1958)
- 1948: Billedhuggeren Rasmus Harboe (1868-1952)
- 1948: Maleren Jais Nielsen (1885-1961)

### 1950'erne
- 1950: Billedhuggeren Adam Fischer (1888-1968)
- 1950: Billedhuggeren Jean Gauguin (1881-1961, men Gauguin afslog modtagelsen)
- 1951: Maleren Ebba Carstensen (1885-1967)
- 1951: Maleren Elof Risebye (1892-1961)
- 1951: Maleren Ole Søndergaard (1876-1956)
- 1954: Billedhuggeren Astrid Noack (1888-1954)
- 1957: Maleren William Scharff (1886-1959)

### 1960'erne
- 1961: Maleren Erik Hoppe (1897-1968)
- 1963: Maleren Carl-Henning Pedersen (1913-2007)
- 1964: Billedhuggeren Adam Fischer (1888-1968, 2. gang)
- 1964: Maleren Georg Jacobsen (1887-1976)
- 1965: Billedhuggeren Jørgen Gudmundsen-Holmgreen (1895-1966)
- 1966: Maleren Niels Lergaard (1893-1982)
- 1967: Maleren Lauritz Hartz (1903-1987)
- 1968: Maleren Agnete Krustrup Bjerre (1924-)
- 1969: Maleren Ejler Bille (1910-2004)

### 1970'erne
- 1970: Maleren Wilhelm Freddie (1909-1995)
- 1971: Maleren Knud Agger (1895-1973)
- 1971: Billedhuggeren Sonja Ferlov Mancoba (1911-1984)
- 1971: Maleren Peter Alsing Nielsen (1907-1985)
- 1972: Billedhuggeren Erik Thommesen (1916-2008)
- 1972: Maleren Søren Hjorth Nielsen (1901-1983)
- 1973: Maleren Else Alfelt (1910-1974)
- 1973: Maleren Karl Bovin (1907-1985)
- 1973: Billedhuggeren Willy Ørskov (1920-1990)
- 1974: Billedhuggeren Søren Georg Jensen (1917-1982)
- 1975: Billedhuggeren Gunnar Westman (1915-1985)
- 1976: Billedhuggeren Gottfred Eickhoff (1902-1982)
- 1976: Maleren Anna Klindt Sørensen (1899-1985)
- 1977: Billedhuggeren Bent Sørensen (1923-2008)
- 1978: Maleren Sven Dalsgaard (1914-1999)
- 1978: Maleren Ole Kielberg (1911-1985)
- 1978: Maleren Ole Schwalbe (1929-1990)
- 1979: Billedhuggeren Jørgen Haugen Sørensen (f. 1934)
- 1979: Maleren Dan Sterup-Hansen (1918-1995)

### 1980'erne
- 1980: Maleren Gunnar Aagaard Andersen (1919-1982)
- 1982: Maleren Paul Gadegaard (1920-1996)
- 1983: Maleren Kasper Heiberg (1928-1984)
- 1984: Maleren Mogens Andersen (1916-2003)
- 1984: Maleren Arne Haugen Sørensen (f. 1932)
- 1984: Grafikeren Jane Muus (1919-2007)
- 1985: Billedhuggeren Ib Braase (1923-2009)
- 1986: Maleren og grafikeren Frede Christoffersen (1919-1987)
- 1987: Maleren Per Kirkeby (1938-2018)
- 1988: Maleren Albert Mertz (1920-1990)
- 1989: Maleren Jørn Larsen (1926-2004)

### 1990'erne
- 1991: Maleren Ib Geertsen (1919-2009)
- 1992: Billedhuggeren Egon Fischer (f. 1935)
- 1992: Billedhuggeren Hein Heinsen (f. 1935)
- 1995: Maleren Sven Havsteen-Mikkelsen (1912-1999)
- 1996: Billedhuggeren Bjørn Nørgaard (f. 1947)
- 1997: Billedhuggeren John Olsen (f. 1938)
- 1997: Maleren Richard Winther (1926-2007)
- 1998: Maleren Stig Brøgger (f. 1941)
- 1999: Maleren Jørgen Boberg (1940-2009)
- 1999: Billedhuggeren Torben Ebbesen (f. 1945)

### 2000'erne
- 2000: Billedhuggeren Thomas Bang (f. 1938)
- 2000: Billedhuggeren Kirsten Lockenwitz (f. 1932)
- 2000: Maleren Ingálvur av Reyni (1920-2005)
- 2001: Grafikeren Ole Sporring (f. 1941)
- 2002: Billedhuggeren Kirsten Ortwed (f. 1948)
- 2003: Billedhuggeren Ingvar Cronhammar (f. 1947)
- 2004: Maleren Troels Wörsel (f. 1950)
- 2005: Billedhuggeren Kirsten Justesen (f. 1943)
- 2005: Maleren Jytte Rex (f. 1942)
- 2006: Grafikeren Jørgen Koefoed Rømer (1923-2007)
- 2008: Maleren Erik Hagens (f. 1940)
- 2009: Billedhuggeren Christian Lemmerz (f. 1959)

### 2010'erne
- 2010: Billedhuggeren Elisabeth Toubro (f. 1956)
- 2010: Billedhuggeren Morten Stræde (f. 1956)
- 2011: Billedkunstneren Eva Koch (f. 1953)
- 2011: Billedkunstneren Freddie A. Lerche (f. 1937)
- 2012: Billedkunstneren Kirsten Klein (f. 1945)
- 2013: Billedkunstneren Kirsten Dehlholm (f. 1945)
- 2014: Billedhuggeren Martin Erik Andersen (f. 1964)
- 2015: Fotograf Per Bak Jensen (f. 1949)
- 2015: tjekkisk-dansk billedkunstner Viera Collaro (f. 1946)
- 2016: Maler Jesper Christiansen,(f. 1955)
- 2016: Maler Erik August Frandsen (f. 1957)
- 2016: Kunstner Jytte Høy (f. 1951)
- 2017: Kunstner Finn Reinbothe (f. 1953)
- 2018: Billedkunstner Lone Høyer Hansen (f. 1950)
- 2019: Kunstner Eric Andersen (f. 1943)

### 2020'erne
- 2020: Billedkunstner Poul Pedersen (f. 1933)
- 2021: Ikke uddelt
- 2022: Malene Landgreen (f. 1962) og Ursula Reuter Christiansen (f. 1943)
- 2023: Lilibeth Cuenca Rasmussen (f. 1970) og Jørgen Michaelsen (f. 1961)
- 2024: Ann Lislegaard (f. 1962) og Peter Land (f. 1966)
- 2025: Lene Adler Petersen (1944) og Danh Vo (f. 1975)